# Aachener Dombaumeister
Die Aachener Dombaumeister, ursprünglich Aachener Münsterbaumeister, sind Baumeister und Architekten, die für die Errichtung und bauliche Erhaltung des Aachener Doms verantwortlich waren und sind. 
Sie leiteten und leiten die Aachener Dombauhütte, die Mitte des 19. Jahrhunderts erstmals gegründet worden war und bis 1893 bestand. Im Jahr 1952 wurde sie zur Beseitigung von Kriegsschäden wieder eingerichtet und bereits 1969 aufgelöst, jedoch seit dem Jahr 2000 erneut vollumfänglich aufgestellt. Die Aachener Dombauhütte und ihr Personal untersteht dem Aachener Domkapitel und wird maßgeblich unterstützt unter anderem von dem Karlsverein-Dombauverein.

## Chronologie
- vor 1917: Peter Friedrich Peters
- 1917–1949: Joseph Buchkremer (1864–1949)[4]
- 1949–1974: Felix Kreusch (1904–1985)
- 1974–1982: Leo Hugot (1925–1982)
- 1983–1997: Hans-Karl Siebigs (1930–2018)
- 2000–2023: Helmut Maintz (* 1959)
- ab 1. Februar 2023: Jan Richarz (* 1981)[5]